# Antonio Cossu
Antonio Cossu (Santu Lussurgiu, 13 febbraio 1927 – Santu Lussurgiu, 2 luglio 2002) è stato uno scrittore italiano.

## Biografia
Nasce a Santu Lussurgiu dove frequenta le scuole dell'obbligo ed il ginnasio, in seguito il liceo al "De Castro" di Oristano. Si laurea in Lettere all'Università Statale di Milano dove si è sempre interessato di problemi culturali e sociali. Trova occupazione nell'insegnamento in un'importante scuola superiore della città di Roma. Dal 1953 al 1958 lavora nel partito politico Movimento Comunità, fondato e diretto da Adriano Olivetti. Nel 1954, si sposta ad Ivrea, sede del partito, e vi rimane fino al 1958. Dal 1959 collaborò nell'Assessorato alla Rinascita della Regione Sardegna e in seguito al Centro di Programmazione, fino al 1992. Collaboratore di molte riviste con scritti letterari e inchieste, è stato con Diego Are promotore e redattore delle riviste "Il Montiferru", "Il Bogino", "La grotta della vipera". Muore a Santu Lussurgiu il 2 luglio 2002.

## Opere

### Romanzi
- I figli di Pietro Paolo (Vallecchi, Firenze 1967)
- Il riscatto, Vallecchi (Firenze 1969)
- The sardinian hostage (Hollis & Carter, London, Sydney, Toronto 1971, trad. inglese de Il riscatto)
- Mannigos de memoria, paristoria de una rivoluzione (ISRE, Nuoro 1984)
- Il sogno svanito (Condaghes, Cagliari 2002)

### Poesia
- Gosos in onore de don Bosco (S.E.I, Cagliari 1962)
- I monti dicono di restare (Giardini Editori Stampatori in Pisa, Pisa 1987)

## Riconoscimenti
- Nel 1993 ha ottenuto il Premio Dessì Speciale della Giuria.[4]